# Olsi Teqja
Olsi Teqja (Tirana, 27 luglio 1988) è un ex calciatore albanese, di ruolo centrocampista o difensore.

## Carriera
Cresciuto nel Kastrioti, squadra con la quale ha debuttato nel campionato albanese nel 2009.
Il 1º luglio 2017 viene acquistato a titolo definitivo dai macedoni dello Škendija, con cui firma un contratto biennale con scadenza il 30 giugno 2019.

## Statistiche

### Presenze e reti nei club
Statistiche aggiornate al 27 febbraio 2021.
| Stagione            | Squadra             | Campionato          | Campionato | Campionato | Coppe nazionali | Coppe nazionali | Coppe nazionali | Coppe continentali | Coppe continentali | Coppe continentali | Altre coppe | Altre coppe | Altre coppe | Totale | Totale |
| Stagione            | Squadra             | Comp                | Pres       | Reti       | Comp            | Pres            | Reti            | Comp               | Pres               | Reti               | Comp        | Pres        | Reti        | Pres   | Reti   |
| ------------------- | ------------------- | ------------------- | ---------- | ---------- | --------------- | --------------- | --------------- | ------------------ | ------------------ | ------------------ | ----------- | ----------- | ----------- | ------ | ------ |
| 2008-2009           | Kastrioti           | KP                  | 7          | 2          | CA              | 2               | 0               | -                  | -                  | -                  | -           | -           | -           | 9      | 2      |
| 2009-2010           | Kastrioti           | KS                  | 19         | 1          | CA              | 1               | 0               | -                  | -                  | -                  | -           | -           | -           | 20     | 1      |
| Totale Kastrioti    | Totale Kastrioti    | Totale Kastrioti    | 26         | 3          |                 | 3               | 0               |                    | -                  | -                  |             | -           | -           | 29     | 3      |
| 2010-2011           | Apolonia Fier       | KP                  | ?          | ?          | CA              | 0               | 0               | -                  | -                  | -                  | -           | -           | -           | 0+     | 0+     |
| 2011-2012           | Bylis Ballsh        | KS                  | 17         | 2          | CA              | 13              | 1               | -                  | -                  | -                  | -           | -           | -           | 30     | 3      |
| 2012-2013           | Bylis Ballsh        | KS                  | 19         | 0          | CA              | 10              | 0               | -                  | -                  | -                  | -           | -           | -           | 29     | 0      |
| Totale Bylis Ballsh | Totale Bylis Ballsh | Totale Bylis Ballsh | 36         | 2          |                 | 23              | 1               |                    | -                  | -                  |             | -           | -           | 59     | 3      |
| 2013-2014           | Laçi                | KS                  | 22         | 0          | CA              | 5               | 0               | UEL                | 0                  | 0                  | SA          | 1           | 0           | 28     | 0      |
| 2014-2015           | Laçi                | KS                  | 28         | 0          | CA              | 7               | 0               | UEL                | 4                  | 0                  | -           | -           | -           | 39     | 0      |
| lug. 2015           | Laçi                | KS                  | 0          | 0          | CA              | 0               | 0               | UEL                | 2                  | 0                  | -           | -           | -           | 2      | 0      |
| Totale Laçi         | Totale Laçi         | Totale Laçi         | 50         | 0          |                 | 12              | 0               |                    | 6                  | 0                  |             | 1           | 0           | 69     | 0      |
| 2015-2016           | Tirana              | KS                  | 31         | 0          | CA              | 5               | 1               | -                  | -                  | -                  | -           | -           | -           | 36     | 1      |
| 2016-2017           | Tirana              | KS                  | 29         | 1          | CA              | 5               | 0               | -                  | -                  | -                  | -           | -           | -           | 34     | 1      |
| Totale Tirana       | Totale Tirana       | Totale Tirana       | 60         | 1          |                 | 10              | 1               |                    | -                  | -                  |             | -           | -           | 70     | 2      |
| 2017-2018           | Škendija            | PL                  | 16         | 0          | CM              | 1               | 0               | UEL                | 5                  | 0                  | -           | -           | -           | 22     | 0      |
| 2018-gen. 2019      | Kamza               | KS                  | 14         | 0          | CA              | 2               | 1               | -                  | -                  | -                  | -           | -           | -           | 16     | 1      |
| gen.-giu. 2019      | Kukësi              | KS                  | 14         | 0          | CA              | 6               | 0               | UCL+UEL            | -                  | -                  | SA          | -           | -           | 20     | 0      |
| 2019-2020           | Kukësi              | KS                  | 31         | 0          | CA              | 3               | 0               | UEL                | 2                  | 0                  | SA          | 1           | 0           | 37     | 0      |
| Totale Kukësi       | Totale Kukësi       | Totale Kukësi       | 45         | 0          |                 | 9               | 0               |                    | 2                  | 0                  |             | 1           | 0           | 57     | 0      |
| 2020-2021           | Beauvais            | CFA                 | 9          | 0          | CF              | 4               | 0               | -                  | -                  | -                  | -           | -           | -           | 13     | 0      |
| Totale carriera     | Totale carriera     | Totale carriera     | 256        | 6          |                 | 64              | 3               |                    | 13                 | 0                  |             | 2           | 0           | 335    | 9      |

## Palmarès

### Club

#### Competizioni nazionali
- Coppa d'Albania: 2

Laçi: 2014-2015
Tirana: 2016-2017
- Campionato macedone: 1

Škendija: 2017-2018
- Coppa di Macedonia: 1

Škendija: 2017-2018